# Rosa Bättig
Rosa Bättig (* 19. Dezember 1825 in Ohmstal, Gemeinde Schötz; † 24. September 1855 in Gonten; heimatberechtigt in Ettiswil) war eine Schweizer Kapuzinerin. 1851 gründete sie in Jakobsbad, einem Ortsteil des Bezirks Gonten im Kanton Appenzell Innerrhoden, das Kloster Leiden Christi, dessen Oberin sie von 1852 bis 1854 war.

## Leben

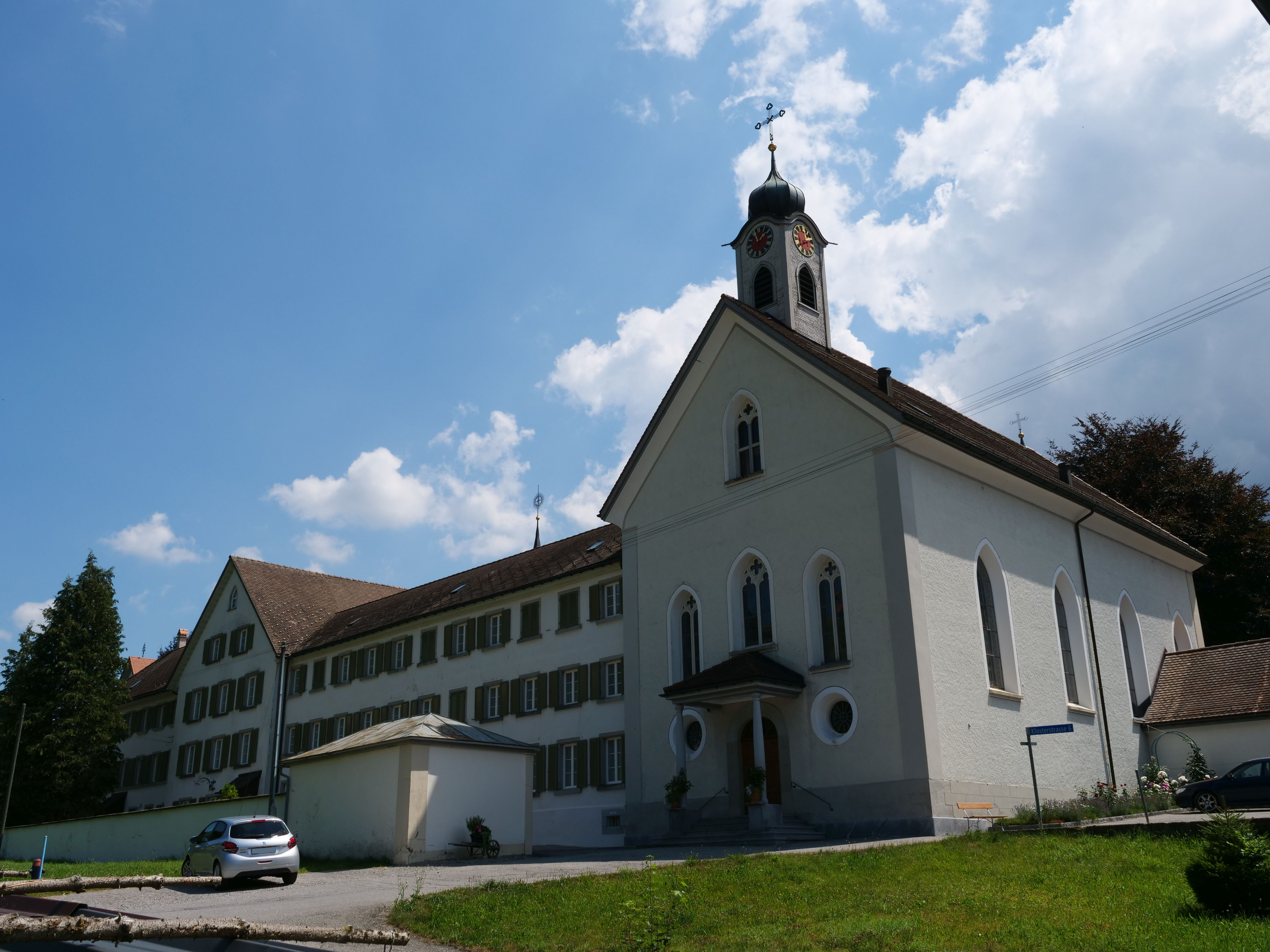
Kloster Leiden Christi (2018)

Rosa Bättig wurde als ältestes von 15 Kindern einer Bauernfamilie geboren. 1848 trat sie ins Kapuzinerinnenkloster Wonnenstein ein. Ohne Vorbildung schrieb sie mystische Andachtsbücher und entwarf Statuten für ein neues Anbetungskloster. Nach der bischöflichen Zustimmung im Jahr 1851 nahm sie 1852 mit drei Kandidatinnen den Klosterbetrieb in Gonten auf. Von 1852 bis 1854 liess sie ein Kapuzinerinnenkloster errichten. Die seit dem 17. Jahrhundert bestehende Kapelle «Zum Leiden Christi» in Gonten wurde zur Klosterkirche erweitert. Nach Klagen aus der Gemeinschaft verzichtete sie 1854 auf ihr Amt als Oberin. 1855 starb sie.